# Caspar Bünsow
Caspar Bünsow (* in Greifswald; † 1555 ebenda) war Bürgermeister der Hansestadt Greifswald.

## Leben
Caspar Bünsow entstammte der Greifswalder Ratsfamilie Bünsow und war ein Sohn des Greifswalder Bürgermeisters Johann Bünsow († 1496). Er wurde 1510 zum Ratsherrn in Greifswald erwählt. Gemeinsam mit seinem Bruder Heinrich war er Patron der von dem Ratsherrn Caspar Bünsow († 1478) errichteten Bünsowschen Vikarie, aus der nach der Reformation durch Einflussnahme von Herzog Philipp I. von Pommern-Wolgast die Bünsowsche Stiftung zugunsten der Universität Greifswald hervorging. Diese Stiftung bestand noch im 19. Jahrhundert.
Im Zuge der bürgerlichen Unruhen der Reformationszeit wurde er 1525 anstelle von Wedego Lotze zum Bürgermeister bestimmt. Aus diesem Anlass schenkte er eine silberne Kanne als „Ratskleinod“.
Caspar Bünsow war verheiratet mit Libora Glineke, Tochter des Malchiner Bürgermeisters Moritz Glineke. Er war Eigentümer eines Hofes in Tremt, den seine Kinder als Erben nach seinem Tod an die Stadt Greifswald verkauften. Sein Sohn Moritz Bünsow wurde ebenfalls Bürgermeister der Stadt.